# Nijenhuis (Diepenheim)
Het Nijenhuis is een kasteel en landgoed bij Diepenheim in de Nederlandse gemeente Hof van Twente. Vroeger was het een havezate.

## Geschiedenis
Het Nijenhuis wordt rond 1380 voor het eerst genoemd in een lijst van leenmannen van de bisschop van Utrecht. Op dat moment was Arend Sticke leenman. In het midden van de vijftiende eeuw kwam het door erfenis in handen van de familie Van Beckum. Bekende eigenaren waren Johan van Beckum en zijn vrouw Ursula van Werdum die net als Johans zuster Maria van Beckum in 1544 als wederdopers wegens ketterij in Delden levend werd verbrand. Johan van Beckum hertrouwde, maar droeg het Nijenhuis over aan zijn zuster Adriana en haar man Gerrit Swaefken. Swane Swaefken, dochter van Gerrit, trouwde met Roelof van Hövell. Na het overlijden van de laatste Van Hövell in 1788 vererfde de havezate op A.C.J. van Westerholt die het in 1791 aan mr. Willem Cornelis Boers.

### Familie Schimmelpenninck
Boers verkocht het Nijenhuis in 1799 aan Gerrit Schimmelpenninck, die het kocht voor zijn zoon Rutger Jan Schimmelpenninck (1761-1825). Van 1805 tot 1806 was deze raadpensionaris van de Bataafse Republiek. Sindsdien is het Nijenhuis in bezit van de Schimmelpennincks gebleven. Andere bekende leden van de familie zijn Gerrit Schimmelpenninck (1794-1863), Rutger Jan Schimmelpenninck van Nijenhuis (1821-1893) en Sander Schimmelpenninck (1984).

## Gebouw

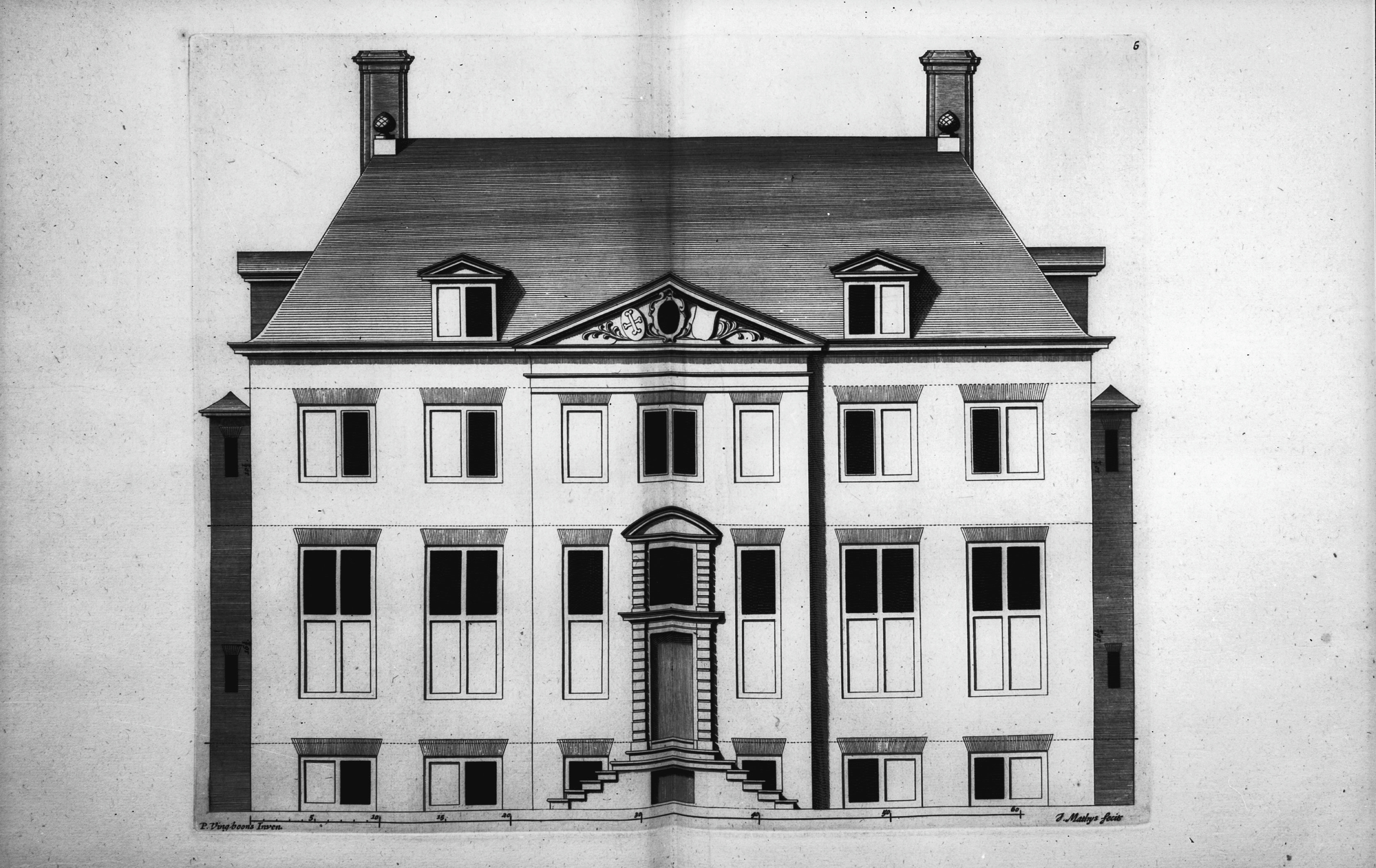
Het ontwerp van Vingboons

De kern van het Nijenhuis bestaat uit een Hollands-classicistisch landhuis uit circa 1662 ontworpen door Philips Vingboons. In 1791-1794 werd het enigszins gemoderniseerd door de stadsarchitect van Kampen, Abraham Martinus Sorg. 1858 zijn er aan de voorzijde twee veelhoekige torens aan toegevoegd en in 1914/1915 werden aan de achterzijde twee rechthoekige vleugels toegevoegd. De buitenplaats is nog grotendeels intact met bouwhuizen, werkplaats, moestuin met oranjerie, park met een theehuisje en een ijskelder.

## Landschap
Het landgoed ligt in een typisch Twents kleinschalig landschap rond de Diepenheimse Molenbeek. Deze beek is begin 19e eeuw als leidraad genomen om een wandelbos aan te leggen met slingerende paadjes en rustieke doorkijkjes. Het Nijenhuis wordt als een geheel beheerd met landgoed Westerflier dat aan de andere kant van Diepenheim ligt.